# Pocophora rufisticta
Pocophora rufisticta är en fjärilsart som beskrevs av W. Warren 1905. Pocophora rufisticta ingår i släktet Pocophora och familjen mätare. Inga underarter finns listade i Catalogue of Life.